# Pyambuugiin Tuul
Pyambuugiin Tuul (en mongol: Пямбуугийн Туул), també conegut com a Pyambu Tuul (Ulaanbaatar, 17 de febrer de 1959) és un corredor de llarga distància i maratonià jubilat de Mongòlia, que va representar el seu país natal a la marató masculina als Jocs Olímpics d'Estiu de 1992 a Barcelona.
Pyambu Tuul és un atleta i maratonià de Mongòlia, que fou el corredor que va arribar en darrera posició a la marató de Barcelona de 1992. Va concloure la prova a les 22ː31 hores, 1.47 hores després que arribés el vencedor i 56 minuts més tard que el corredor que el va precedir, i no el van deixar entrar a l'Estadi de Montjuïc com a la resta. Estaven preparant la cerimònia de clausura, i el van desviar a una pista annexa que servia d'escalfament dels atletes. Escoltat per sis ciclistes de la policia i una ambulància, Tuul, de trenta-tres anys, es va veure una mica sorprès quan els oficials el van dirigir per un aparcament fosc fins a la pista d'arribada. A l'entrada de la pista, el corredor de llarga distància es va aturar, sense saber realment què fer. Un jutge va intervenir per dir-li que la seva marató no havia acabat i que li quedava una volta. A la meta només hi havia dos jutges i dos periodistes. Ningú el va aclamar. Però ell saltava de content en travessar la línia d'arribada. Un dels assistents va preguntar-li la raó de la seva eufòria, fent-li veure que el temps que havia fet era molt dolent. La resposta del mongol va ser molt clara: “No, el meu temps no ha sigut dolent. El meu temps significa el rècord olímpic de marató del meu país”. Un altre li va preguntar si aquell havia estat el dia més gran de la seva vida. Contundent, va replicar també que no. “No. El millor dia de la meva vida va ser quan vaig recuperar la vista i vaig poder veure la meva dona i les meves dues filles per primera vegada. Són precioses!”. Tuul va perdre la vista en una explosió, quan tenia dinou anys, mentre treballava a la construcció. Es va sotmetre a diverses operacions sense èxit. Fins que l'Achilles Track Club, informat sobre la seva història, el va convidar a córrer la Marató de Nova York acompanyat per un guia. Uns mesos després, va ser quan el club novaiorquès li va sufragar les despeses per a l'operació en què va recuperar la vista. I Tuul, agraït, es va proposar i va aconseguir córrer la marató olímpica a Barcelona'92. I va concloure orgullós i content, després de 4 hores i 44 segons de cursa.